# Dünnährige Segge
Die Dünnährige Segge (Carex strigosa) ist eine Pflanzenart aus der Gattung der Seggen (Carex) innerhalb der Familie der Sauergrasgewächse (Cyperaceae).

## Beschreibung

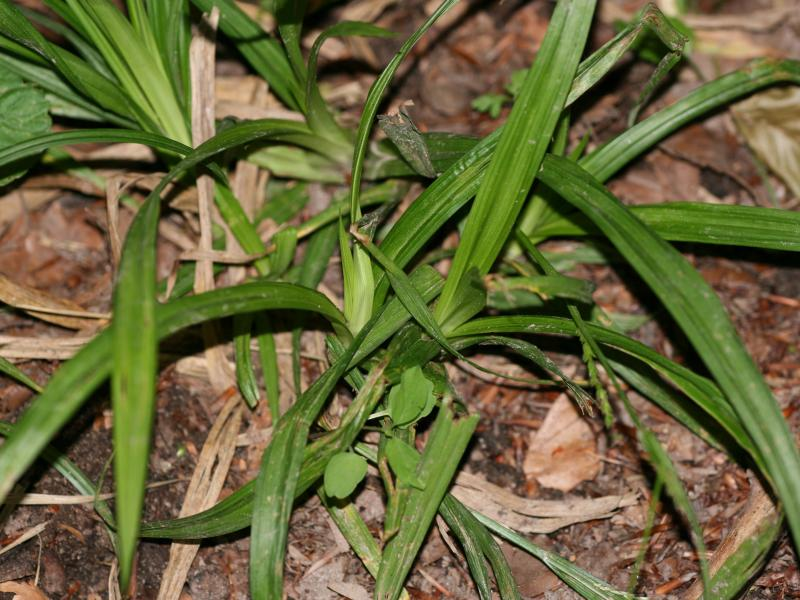
Breite Grundblätter

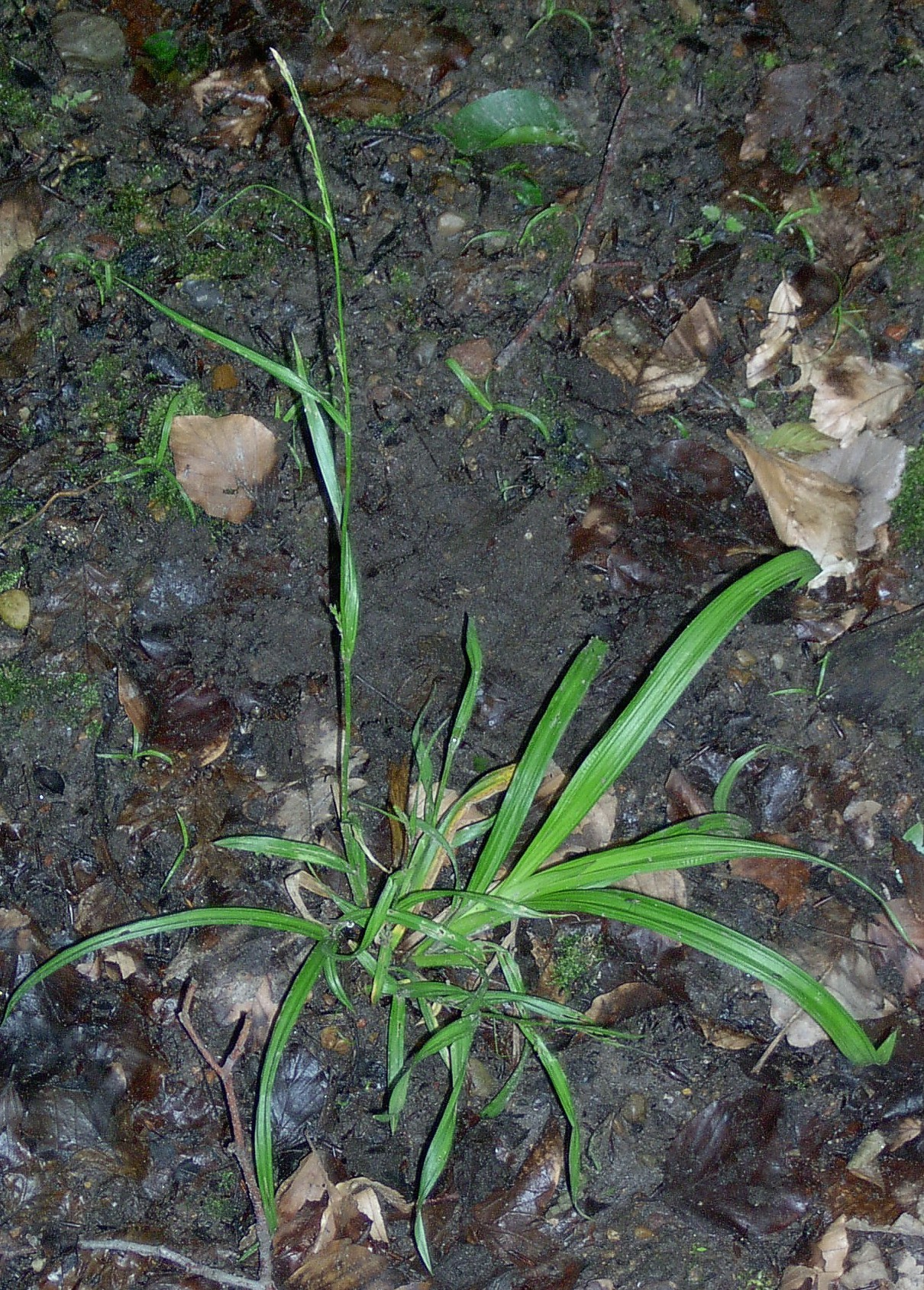
Habitus

### Vegetative Merkmale
Die Dünnährige Segge ist eine immergrüne, ausdauernde krautige Pflanze, die Wuchshöhen von 40 bis 100 Zentimetern erreicht. Sie bildet kurze Ausläufer. Die Stängel sind aufrecht oder zur Fruchtzeit bogenförmig überhängend, glatt und dreikantig, etwa 1 Millimeter dick und entfernt beblättert. Die Laubblätter sind stets kürzer als die Stängel, 5 bis 12 Millimeter breit und flach längs gefaltet; sie können undeutlich gekielt sein; sie sind kahl, gras-grün, die Oberseiten sind mit rauen Zahnreihen „besetzt“. Die unteren Blattscheiden haben keine Spreite und sind hell-braun. Die Blatthäutchen sind spitzwinklig.

### Generative Merkmale
Die Blütezeit reicht von April bis Juni. Der Blütenstand ist oft über 30 Zentimeter lang und beginnt meist etwa in der Stängelmitte. Die Dünnährige Segge zählt zu den verschiedenährigen Seggen. Das endständige Ährchen ist männlich; es ist 3 bis 8 Zentimeter lang und 1 bis 2 Millimeter breit. Es gibt drei bis fünf, selten bis sieben weibliche Ährchen. Die weiblichen Ährchen sind lockerblütig und schlank stehen fast aufrecht auf kurzem Stiel und sind teils über 7 Zentimeter lang, dabei nur 2 bis 3 Millimeter breit. Die Hüllblätter haben eine rechte lange, stängelumfassende Scheide. Das unterste Hüllblatt überragt sein Ährchen, nicht jedoch den ganzen Blütenstand. Die Spelzen der weiblichen Blüten sind bei einer Länge von 2,5 bis 3 Millimetern sowie bei einer Breite von 1 bis 1,5 Millimetern eiförmig-lanzettlich mit spitzem oberen Ende; sie sind braun mit grünem Mittelstreifen und weißhäutigen Rändern. Die Spelzen der männlichen Blüten sind bei einer Länge von etwa 5 Millimetern sowie bei einer Breite von etwa 1,5 Millimetern lanzettlich und strohfarben. Die gelblichen bis hell-grünen Schläuche sind bei einer Länge von 3 bis 4 Millimetern sowie einem Durchmesser von etwa 1 Millimeter ellipsoid, etwas schief, dreikantig und nach oben allmählich in den sehr kurzen Schnabel verschmälert. Der Fruchtknoten trägt drei Narben. Die gelb-braune Frucht ist bei einer Länge von etwa 1,5 Millimetern sowie einem Durchmesser von etwa 1 Millimeter eiförmig bis fast kugelig und dreikantig.
Die Chromosomenzahl beträgt 2n = 66.

## Ähnliche Arten
Die Dünnährige Segge ist leicht mit der häufigeren Wald-Segge (Carex sylvatica) zu verwechseln. Bei der Wald-Segge (Carex sylvatica) ist der Schnabel der Schläuche 1,2 bis 2 Millimeter lang und an der Spitze kurz zweizähnig. Das Blatthäutchen ist bei der Wald-Segge etwa 2 Millimeter lang, bei der Dünnährigen Segge dagegen 5 bis 8 Millimeter lang.

## Ökologie
Die Bestäubung erfolgt durch den Wind (Anemophilie).

## Vorkommen und Gefährdung
Die Dünnährige Segge ist von Europa bis zum nördlichen Iran verbreitet. Sie gedeiht in den submeridional-montanen bis temperaten Florenzonen mit ozeanischem Klima (Kontinentalitätsstufe 1 bis 2). Es gibt in Europa Vorkommen in den Ländern Spanien, Frankreich, Großbritannien, Irland, Belgien, den Niederlanden, Luxemburg, Deutschland, Dänemark, Polen, Tschechien, Slowakei, Österreich, Schweiz, Italien, Slowenien, Kroatien, Ungarn, Rumänien, Moldau, Bulgarien und Kosovo. In Österreich gilt die Dünnährige Segge als „gefährdet“; in der Schweiz gilt sie als „nicht gefährdet“. In Baden-Württemberg steigt sie bei Mössingen bis 650 Meter auf. Die Dünnährige Segge scheint sich in Baden-Württemberg noch auszubreiten.
Die Dünnährige Segge wächst in Mitteleuropa in feuchten Laubwäldern, an Waldwegen, in Bach-Auwäldern und in quelligen Bereichen. Sie kommt vorwiegend auf nährstoffreichen, kalkarmen dichten Böden vor. Sie steigt bis in die montane Höhenstufe. Sie ist ein Vernässungszeiger. Sie ist pflanzensoziologisch eine Charakterart des Verbands Alno-Ulmion minoris. Ihren Verbreitungsschwerpunkt hat sie in Mitteleuropa im Carici remotae-Fraxinetum und Pruno-Fraxinetum, kommt aber auch in Pflanzengesellschaften des Verbands Cardamino-Montion vor.
Die ökologischen Zeigerwerte nach Landolt et al. 2010 sind in der Schweiz: Feuchtezahl F = 4w+ (sehr feucht aber stark wechselnd), Lichtzahl L = 3 (halbschattig), Reaktionszahl R = 3 (schwach sauer bis neutral), Temperaturzahl T = 3+ (unter-montan und ober-kollin), Nährstoffzahl N = 3 (mäßig nährstoffarm bis mäßig nährstoffreich), Kontinentalitätszahl K = 1 (ozeanisch).

## Taxonomie
Die Dünnährige Segge wurde 1778 durch William Hudson in Flora anglica, ed. 2, S. 411 als Carex strigosa erstbeschrieben. Ein Synonym ist Carex leptostachys Ehrh. ex L.f.